# Stazione di Loreto
La stazione di Loreto è una stazione ferroviaria posta sulla ferrovia Adriatica. Serve il centro abitato di Loreto.